# 天园十
天园十（波江座υ4）是位于波江座的双星系统，其视星等为3.56。